# Never Let Go
Never Let Go – koncertowy album brytyjskiej grupy Camel wydany w 1993 roku. Dokumentuje trasę koncertową z 1992 roku. Zawiera utwory z wszystkich wydawnictw grupy z lat 1973 – 1991. Z niewiadomych przyczyn nie uwzględniono tylko albumu Stationary Traveller.

## Lista utworów

### CD 1 (59.23)
1. "Never Let Go" (7.22) – Latimer
2. "Earthrise" (8.02) – Bardens, Latimer
3. "Rhayader" (2.23) – Bardens, Latimer
4. "Rhayader Goes to Town" (5.14) – Bardens, Latimer
5. "Spirit of the Water" (3.03) – Bardens
6. "Unevensong" (5.44) – Bardens, Latimer, Ward
7. "Echoes" (7.48) – Bardens, Latimer, Ward
8. "Ice" (10.21) – Latimer
9. "City Life" (5.10) – Hoover
10. "Drafted" (4.12) – Hoover, Latimer

### CD 2 (72.35)
1. "Dust Bowl" (1.58) – Latimer
2. "Go West" (3.47) – Latimer
3. "Dusted Out" (1.36) – Latimer
4. "Mother Road" (3.44) – Hoover, Latimer
5. "Needles" (3.31) – Latimer
6. "Rose of Sharon" (5.32) – Hoover, Latimer
7. "Milk n' Honey" (3.28) – Latimer
8. "End of the Line" (7.27) – Hoover, Latimer
9. "Storm Clouds" (3.16) – Hoover, Latimer
10. "Cotton Camp" (2.28) – Latimer
11. "Broken Banks" (0.45) – Latimer
12. "Sheet Rain" (2.20) – Latimer
13. "Whispers" (1.06) – Latimer
14. "Little Rivers and Little Rose" (2.10) – Latimer
15. "Hopeless Anger" (4.54) – Latimer
16. "Whispers in the Rain" (3.56) – Latimer
17. "Sasquatch" (4.58) – Latimer
18. "Lady Fantasy" (15.28) – Latimer, Bardens, Ferguson, Ward

## Muzycy
- Andrew Latimer – gitara, flet, instrumenty klawiszowe, śpiew
- Colin Bass – gitara basowa, instrumenty klawiszowe, śpiew
- Mickey Simmonds – instrumenty klawiszowe
- Paul Burgess – instrumenty perkusyjne